# Seriphidomyia cephaliformis
Seriphidomyia cephaliformis är en tvåvingeart som beskrevs av Fedotova 2005. Seriphidomyia cephaliformis ingår i släktet Seriphidomyia och familjen gallmyggor. Inga underarter finns listade i Catalogue of Life.